# Поссе, Вильгельм
Вильге́льм По́ссе (нем. Wilhelm Posse; 15 октября 1852, Бромберг, Пруссия — 20 июня 1925, Берлин, Германия) — немецкий арфист, педагог, композитор. 
Отец статс-секретаря Третьего рейха Ханса Поссе (1886—1965).

## Биография
Родился 15 октября 1852 года в Бромберге.
С 1864 года учился у Людвига Гримма. Концертировал в различных городах Германии, России, в частности в Тифлисе, Одессе. Его искусство высоко ценили Иоганн Штраус и Ференц Лист, который назвал его «величайшим арфистом со времён Пэриш-Алварса». 
В 1878—1903 — солист оркестра Королевского оперного театра в Берлине. С 1890 года преподавал в Академии музыки в Берлине (класс арфы). Систематизировал и видоизменил методические принципы преподавания Гримма. Среди продолжателей традиций Поссе — русский арфист Александр Слепушкин, советская арфистка Вера Дулова.
Поссе является автором «8 больших концертных этюдов», переложений фортепианных произведений (Ф. Листа, Ф. Шопена и др.), редактором сочинений для арфы других композиторов (Ф. Ж. Дизи, Л. Шпор и др.).
Соученик Поссе по классу Л. Гримма, Франц Пёниц, посвятил ему Фантазию для арфы (op. 65).